# Leichtathletik-Länderkampf der Frauen 1972 Schweiz – BR Deutschland
| 17. Leichtathletik-Länderkampf mit bundesdeutscher Beteiligung 1972 | 17. Leichtathletik-Länderkampf mit bundesdeutscher Beteiligung 1972 |
| ------------------------------------------------------------------- | ------------------------------------------------------------------- |
|                                                                     |                                                                     |
| Ländervergleich der Frauen: Schweiz – BR Deutschland                |                                                                     |
| Austragungsort                                                      | Zürich                                                              |
| Wettbewerbe                                                         | 13                                                                  |
| Datum                                                               | 12./13. August                                                      |
| 1. FRG 2. SUI                                                       | 179 Punkte 077 Punkte                                               |
| Chronik                                                             |                                                                     |
| ← SUI-FRG (M)                                                       | FRG-SWE Geher (M) →                                                 |

Im siebzehnten Vergleich des Länderkampfjahres 1972 trafen die Frauen am 12./13. August in Zürich parallel zu ihren männlichen Kollegen auf die Schweiz. Die Leichtathletinnen der beiden Länder trugen ihre fünfte Begegnung miteinander aus, die letzte lag allerdings bereits zwanzig Jahre zurück. Alle vorangegangenen Aufeinandertreffen hatten die deutschen Sportlerinnen für sich entschieden.
Die Länderkämpfe der Männer und der Frauen gegen die Schweiz waren die letzten vor den Olympischen Spielen in München.

## Wettbewerbe und Modus
Auf dem Programm standen die bei Länderkämpfen üblichen dreizehn Wettbewerbe, die das damalige olympische Frauenprogramm komplett abdeckten sowie darüber hinaus den 1500-Meter-Lauf und die 4-mal-400-Meter-Staffel beinhalteten, zwei Disziplinen, die bei den diesjährigen Spielen in München ebenfalls olympisch wurden. Anstelle des Hürdenlaufs über 80 Meter wurde wie bei den Olympischen Spielen ab 1972 der 100-Meter-Hürdenlauf ausgetragen. Jedes Team wurde wie im parallel stattfindenden Länderkampf der Männer diesmal durch drei Teilnehmerinnen pro Wettbewerb vertreten. Die Wertung erfolgte über folgende Punkteverteilung: 1. Platz: 7 Punkte / 2. Pl.: 5 P. / 3. Pl.: 4 P. / 4. Pl.: 3 P. / … – Staffeln: 1. Pl.: 5 P. / 2. Pl.: 2 P.

## Ergebnis
Ähnlich wie im gleichzeitig ausgetragenen Männervergleich waren die Schweizer Athletinnen chancenlos. Das bundesdeutsche Team entschied sämtliche Wettbewerbe für sich. Lediglich im 100-Meter-Hürdenlauf gab es nicht mindestens einen Zweifacherfolg. Fünf Mal lagen die bundesdeutschen Sportlerinnen auf den Rängen eins und zwei, darüber hinaus ebenfalls fünf Mal auf den Rängen eins bis drei. So gab es auch für die bundesdeutschen Frauen mit diesmal 179 zu 77 Punkten einen sehr überlegenen Sieg über ihre Gegnerinnen aus der Schweiz.

## Resultate

### 100 m
| Platz | Athletin              | Land | Zeit (s) |
| ----- | --------------------- | ---- | -------- |
| 1     | Annegret Irrgang      | FRG  | 11,4     |
| 2     | Christiane Krause     | FRG  | 11,5     |
| 3     | Ingrid Mickler-Becker | FRG  | 11,6     |
| 4     | Meta Antenen          | SUI  | 11,6     |
| 5     | Regina Scheidegger    | SUI  | 12,0     |
| 6     | Isabella Keller       | SUI  | 12,4     |

Datum: 12. August

### 200 m
| Platz | Athletin           | Land | Zeit (s) |
| ----- | ------------------ | ---- | -------- |
| 1     | Rita Wilden        | FRG  | 23,4     |
| 2     | Annegret Kroniger  | FRG  | 23,5     |
| 3     | Christiane Krause  | FRG  | 23,7     |
| 4     | Judith Hein        | SUI  | 24,8     |
| 5     | Regina Scheidegger | SUI  | 24,8     |
| 6     | Isabella Keller    | SUI  | 25,1     |

Datum: 13. August

### 400 m
| Platz | Athletin        | Land | Zeit (s) |
| ----- | --------------- | ---- | -------- |
| 1     | Christel Frese  | FRG  | 52,3     |
| 2     | Inge Bödding    | FRG  | 53,5     |
| 3     | Vreni Leiser    | SUI  | 54,2     |
| 4     | Erika Weinstein | FRG  | 55,1     |
| 5     | Christine Hohl  | SUI  | 55,4     |
| 6     | Brigitte Kamber | SUI  | 56,7     |

Datum: 12. August

### 800 m
| Platz | Athletin            | Land | Zeit (min) |
| ----- | ------------------- | ---- | ---------- |
| 1     | Hildegard Falck     | FRG  | 2:02,3     |
| 2     | Gisela Ellenberger  | FRG  | 2:03,8     |
| 3     | Lisi Neuenschwander | SUI  | 2:06,4     |
| 4     | Rosemarie Klute     | FRG  | 2:06,7     |
| 5     | Ruth Messmer        | SUI  | 2:12,1     |
| 6     | Margrit Hess        | SUI  | 2:12,4     |

Datum: 12. August

### 1500 m
| Platz | Athletin         | Land | Zeit (min) |
| ----- | ---------------- | ---- | ---------- |
| 1     | Ellen Tittel     | FRG  | 4:13,8     |
| 2     | Christa Merten   | FRG  | 4:14,5     |
| 3     | Margrit Hess     | SUI  | 4:18,8     |
| 4     | Gerda Ranz       | FRG  | 4:19,8     |
| 5     | Marijke Moser    | SUI  | 4:25,2     |
| 6     | Gabriela Schiess | SUI  | 4:40,6     |

Datum: 13. August

### 100 m Hürden
| Platz | Athletin        | Land | Zeit (s) |
| ----- | --------------- | ---- | -------- |
| 1     | Heidi Schüller  | FRG  | 13,2     |
| 2     | Meta Antenen    | SUI  | 13,3     |
| 3     | Heide Rosendahl | FRG  | 13,3     |
| 4     | Margit Bach     | FRG  | 13,4     |
| 5     | Nanette Furginé | SUI  | 13,5     |
| 6     | Beate Graber    | SUI  | 13,6     |

Datum: 12. August

### 4 × 100 m Staffel
| Platz | Besetzung      | Land                                                                     | Zeit (s) |
| ----- | -------------- | ------------------------------------------------------------------------ | -------- |
| 1     | BR Deutschland | Annegret Kroniger Ingrid Mickler-Becker Annegret Irrgang Heide Rosendahl | 43,8     |
| 2     | Schweiz        | Judith Hein Isabella Keller Anita Moser Regina Scheidegger               | 46,4     |

Datum: 12. August

### 4 × 400 m Staffel
| Platz | Besetzung      | Land                                                          | Zeit (min) |
| ----- | -------------- | ------------------------------------------------------------- | ---------- |
| 1     | BR Deutschland | Anette Rückes Christel Frese Hildegard Falck Rita Wilden      | 3:29,6     |
| 2     | Schweiz        | Ursula Meyer-Kern Brigitte Kamber Christine Hohl Vreni Leiser | 3:44,2     |

Datum: 13. August

### Hochsprung
| Platz | Athletin        | Land | Höhe (m) |
| ----- | --------------- | ---- | -------- |
| 1     | Ulrike Meyfarth | FRG  | 1,85     |
| 2     | Ellen Mundinger | FRG  | 1,79     |
| 3     | Renate Gärtner  | FRG  | 1,76     |
| 4     | Doris Bisang    | SUI  | 1,76     |
| 5     | Beatrix Rechner | SUI  | 1,76     |
| 6     | Beate Graber    | SUI  | 1,65     |

Datum: 13. August

### Weitsprung
| Platz | Athletin              | Land | Weite (m) |
| ----- | --------------------- | ---- | --------- |
| 1     | Heide Rosendahl       | FRG  | 6,51      |
| 2     | Heidi Schüller        | FRG  | 6,34      |
| 3     | Siglinde Ammann       | SUI  | 6,27      |
| 4     | Ingrid Mickler-Becker | FRG  | 6,24      |
| 5     | Meta Antenen          | SUI  | 6,02      |
| 6     | Kathrin Lardi         | SUI  | 5,72      |

Datum: 13. August

### Kugelstoßen
| Platz | Athletin             | Land | Weite (m) |
| ----- | -------------------- | ---- | --------- |
| 1     | Sigrun Kofink        | FRG  | 15,23     |
| 2     | Anne-Chatrine Rühlow | FRG  | 15,00     |
| 3     | Edith Anderes        | SUI  | 14,42     |
| 4     | Margot Eppinger      | FRG  | 13,49     |
| 5     | Verena Roth          | SUI  | 12,28     |
| 6     | Ursula Schättin      | SUI  | 12,06     |

Datum: 13. August

### Diskuswurf
| Platz | Athletin             | Land | Weite (m) |
| ----- | -------------------- | ---- | --------- |
| 1     | Liesel Westermann    | FRG  | 64,96     |
| 2     | Brigitte Berendonk   | FRG  | 55,66     |
| 3     | Anne-Chatrine Rühlow | FRG  | 53,34     |
| 4     | Rita Pfister         | SUI  | 48,92     |
| 5     | Edith Anderes        | SUI  | 44,46     |
| 6     | Elisabeth Hediger    | SUI  | 36,38     |

Datum: 12. August

### Speerwurf
| Platz | Athletin           | Land | Weite (m) |
| ----- | ------------------ | ---- | --------- |
| 1     | Anneliese Gerhards | FRG  | 58,34     |
| 2     | Ameli Koloska      | FRG  | 55,24     |
| 3     | Christa Peters     | FRG  | 49,62     |
| 4     | Bettina Meyer      | SUI  | 46,36     |
| 5     | Eleonora Jung      | SUI  | 41,74     |
| 6     | Barbara Bärtschi   | SUI  | 38,84     |

Datum: 13. August